# Lekeberga herrgård
Lekeberga var en herrgård i Knista socken, Lekebergs kommun vid Bergsån.
Lekeberga var i början av 1600-talet ett kronobruk för gjutning av kanonkulor. Sedan bruket lagts ned donerades gården med underlydande jord till Fromhold von Tiesenhausen, och innehades efter hans död av hans döttrar. Lekeberga  donerades senare som livtidsdonation till Johann Patkul (död 1646). Redan 1645 bytte dock överstelöjtnant Gustaf Anrep till sig Lekeberga mot gods i Estland. Släkten Anrep kom att inneha Lekeberga fram till 1851. 
Vid mitten av 1700-talet lydde 13 3/4 mantal under Lekeberga, som självt bestod av två mantal. Vid mitten av 1800-talet fanns dock endast 1/4 mantal i Skermartorp som underlydande Lekeberga.
Den senaste herrgårdsbyggnaden uppfördes 1740 av majoren J. R. Anrep. Herrgården förstördes dock i en brand 1988.